# Сан Себастиан
Сан Себастиа̀н (на испански: San Sebastián) или Доностия (на баски: Donostia) е испански курортен град на Бискайския залив, център на баската историческа област Гипускоа.
Основните икономически дейности са търговия и туризъм и това е една от ключовите туристически дестинации в Испания. Въприки че градът не е голям, той е прочут в чужбина с международните си фестивали. Заедно с Вроцлав, Полша, Сан Себастиан е Европейска столица на културата през 2016.

## Наименование
От 1980 г. пълното му официално име е Доностия-Сан Себастиан (в пресата и разговорната реч винаги се използва или първото, или второто, никога заедно). И двете идват от Domine Sebastiane (лат.), „Господарю Севастиан“, звателен падеж на Dominus Sebastianus, Доностия от първата част, Сан Себастиан – от втората.

## История
Смята се, че градът възниква около манастира „Св. Севастиан“, вероятно през 11 век, но основаването му се приписва на Санчо Мъдрия, крал на Навара, който през 1180 г. определя мястото за главно наварско пристанище.

## География
Сан Себастиан се намира на 20 км западно от испанско-френската граница. Основното му население възлиза на ок. 186 500 жители (към 2013 г.), но се увеличава значително по време на туристическия сезон. Климатът му е океански и Сан Себастиан е един от най-дъждовните градове на Иберийския полуостров.
През Сан Себастиан минава река Урумея, която разделя града на две, преди да се влее в Кантабрийско море. От двете страни на устието са разположени двата залива Ла Конча и Суриола. В днешно време мостовете над реката (най-вече тези, които са най-близо до морето) често биват повреждани от мощта на вълните, които поради отвореността на заливите навлизат директно в града.
Една от най-привлекателните природни дадености е заливът Ла Конча (на испански: La Concha, „Мидата“) с форма на подкова и красив плаж. В центъра му се намира островчето Санта Клара. Заливът е ограден от два хълма: от западния край се издига Игелдо, а от източния – Ургул, украсени със скулптури от Едуардо Чилида (1924 – 2002), баски скулптор, роден и починал в Доностия (музеят с негови творби се намира в Ернани, на 9 км от Доностия). Най-известната негова скулптура и любимо място на много местни жители е „Peine del viento“ („Гребенът на вятъра“), намиращ се в подножието на Игелдо. Върхът на хълма е достъпен с лифт и оттам се открива красива панорамна гледка.
Старият град е разположен на левия бряг на Урумея и тесните му улички са пълни с барове, предлагащи местни „пинчос“ (различни по вид хапки). Въпреки че в миналото е била опожарена, а в днешни дни е обект на много наводнения поради близостта до океана, старата част е мястото, от което започват всички събития в града (например Тамборадата).
В края на залива „Ла Конча“ и подножието на хълма Ургул е разположен Аквариумът. Най-интересното в него е тунел, който предлага на посетителите гледка на 360º към акули, морски костенурки и над 40 вида риби. Необикновена атракция е местната инициатива „Да спиш с рибите“, която предлага възможност на децата да спят в тунела, наслаждавайки се на обитателите на морския свят докато заспят.
Парк „Мария Кристина“ е най-големият парк в центъра на града, намиращ се по поречието на реката между квартал „Егия“ и университета „Деусто“. По-голям е паркът „Айете“, намираш се в покрайнините на града. Той привлича с прекрасните си градини, замък, отворен за посещения и множество изкуствени езерца с фауна.

## Фестивали
В Сан Себастиан се провеждат престижни международни фестивали:
- На 20 януари е денят на Св. Себастиан, патронният празник на града и по улиците му се правят тамборади – шествия с барабани.
- Ежегодно в края на септември от 1953 г. насам се провежда един от най-старите, мащабни и престижни международни кинофестивали. Той е най-важният кинофестивал за Испания и испаноезичните страни и един от най-старите в Европа. Голямата му награда е Златна раковина (на испански: Concha de oro, букв. „Златна мида“), по името на залива. Събитието протича основно в сградата на Курсаал, конгресен център, авангардна творба на архитекта Рафаел Монео.
- От 1965 г. тук ежегодно се състои и един от най-реномираните в Европа джаз фестивали, „Джазалдия“ (на английски: Jazzaldia).
- Фестивал на филми на ужасите и фентъзи – провежда се ежегодно в края на октомври от 1990 година.

## Известни личности
Родени в Сан Себастиан
- Пио Бароха (1872 – 1956), писател и либретист, представител на Поколение '98
- Микел Артета (р. 1982), футболист
- Хосе Бераондо (1878 – 1950), футболист
- Мирен Ибаргурен (р. 1980), актриса
- Ребека Линарес (р. 1983), порнографска актриса
- Пако Рабан (р. 1934), моден дизайнер
- Едуардо Чилида (1924 – 2002), скулптор

Починали в Сан Себастиан
- Хосе Бергамин (1893 – 1983), писател
- Едуардо Чилида (1924 – 2002), скулптор

## Побратимени градове
- Плимут, Англия

## Фотогалерия
- Детайл от Курсаал
- Площад „Жак Кусто“
- Изглед към Ла Конча
- Сградата на общината